# Rugozetes grandjeani
Rugozetes grandjeani är en kvalsterart som först beskrevs av Balogh 1959.  Rugozetes grandjeani ingår i släktet Rugozetes och familjen Microzetidae. Inga underarter finns listade i Catalogue of Life.